# Feed-lots
Les feed-lots, feedlots ou parcs d'engraissement, désignent à la fois les parcs d'engraissement industriels et intensifs de bovins exploités pour la production de viande, et l’activité qui y est pratiquée. 
Les feed-lots sont historiquement typiquement présents en Amérique du Nord (notamment aux États-Unis, dans les États du Texas, du Kansas et en Oklahoma). Ils se sont aussi développés dans d'autres pays ayant misé sur l'exportation de viande : Afrique du Sud, Argentine, Australie et Brésil. Plus rarement ce terme désigne des installations d’engraissement d’autres animaux (agneaux par exemple).

## Système

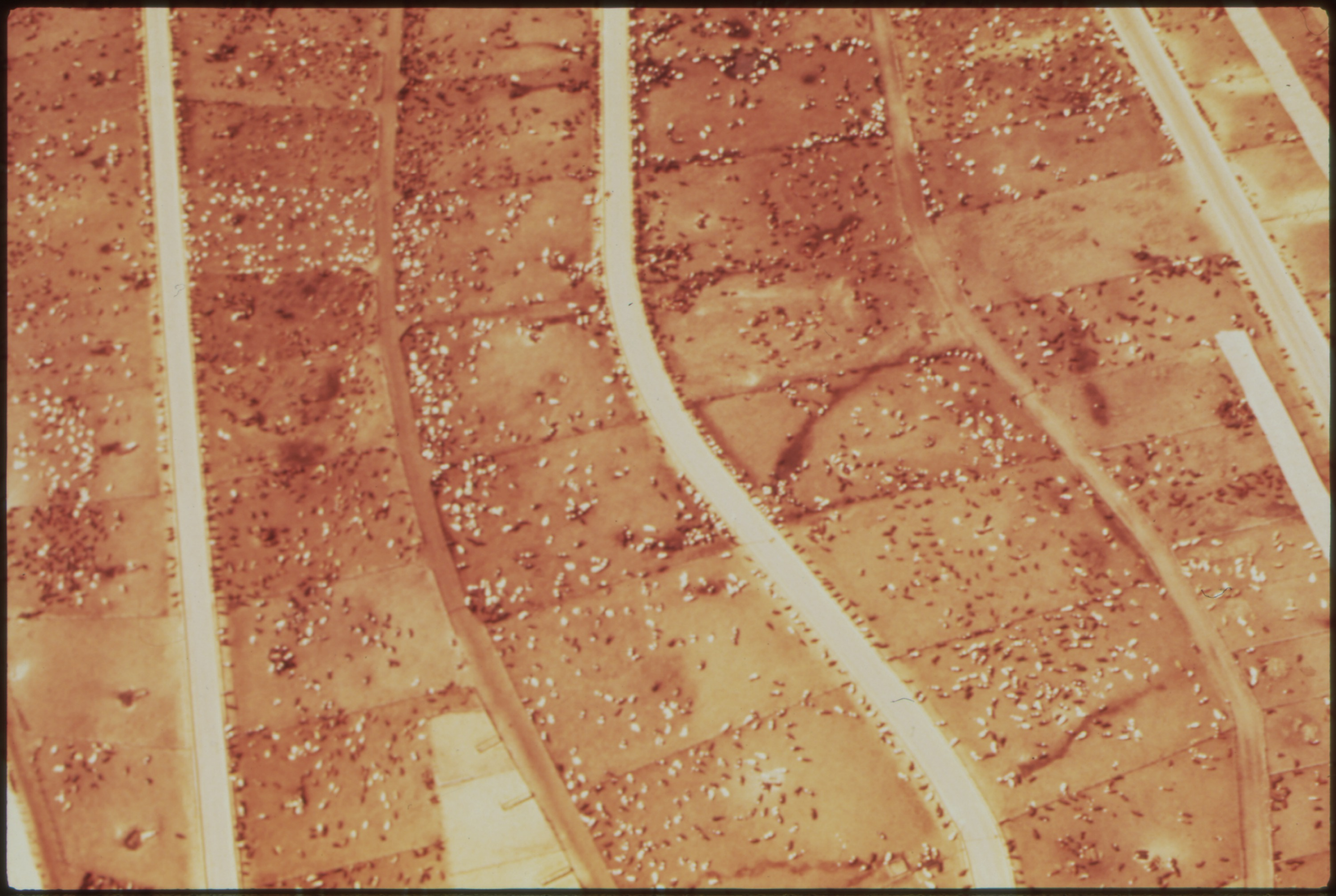
Vue aérienne d'un important feedlot.

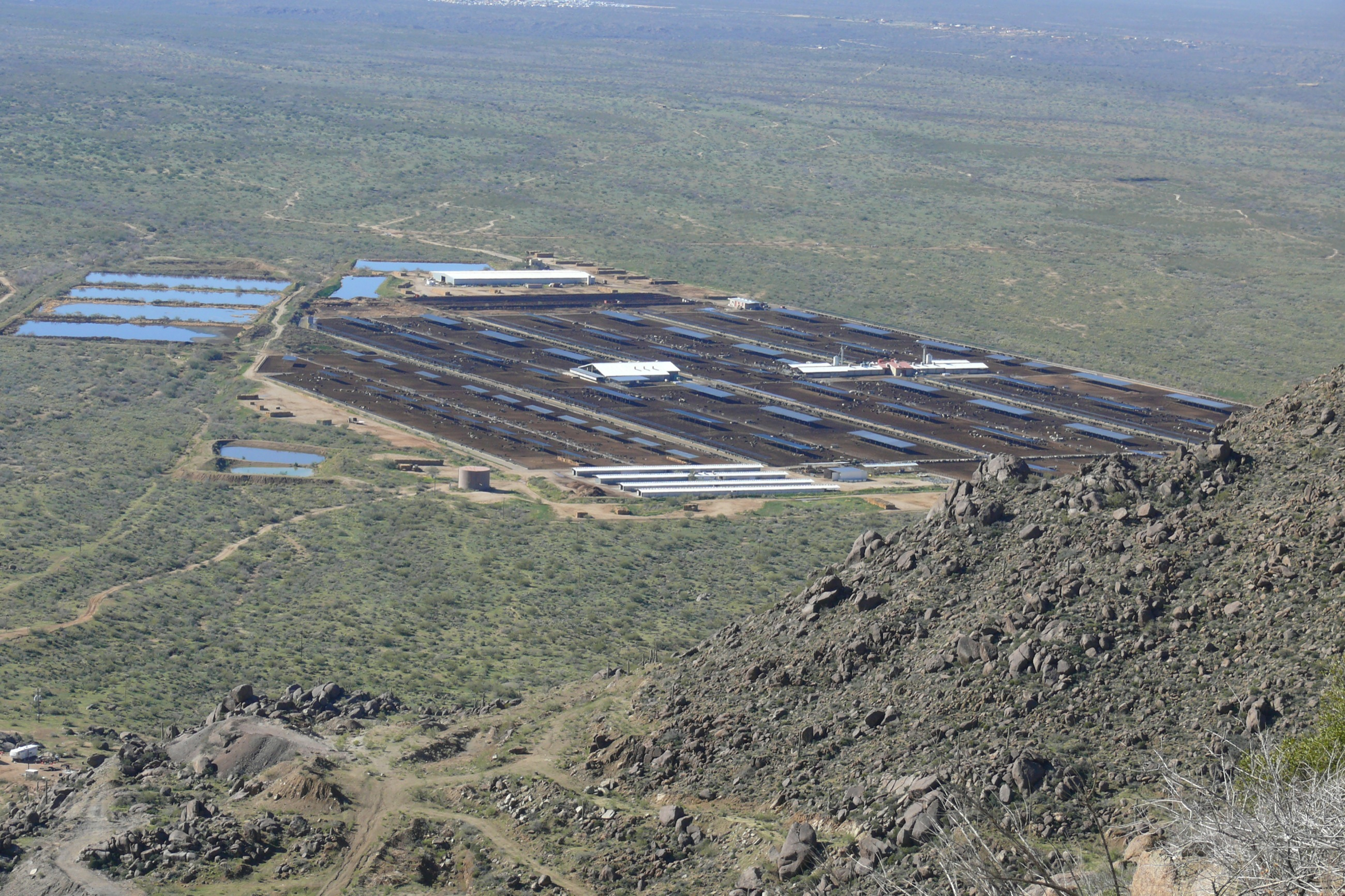
Parker Dairy, la plus grande exploitation laitière d'Arizona.

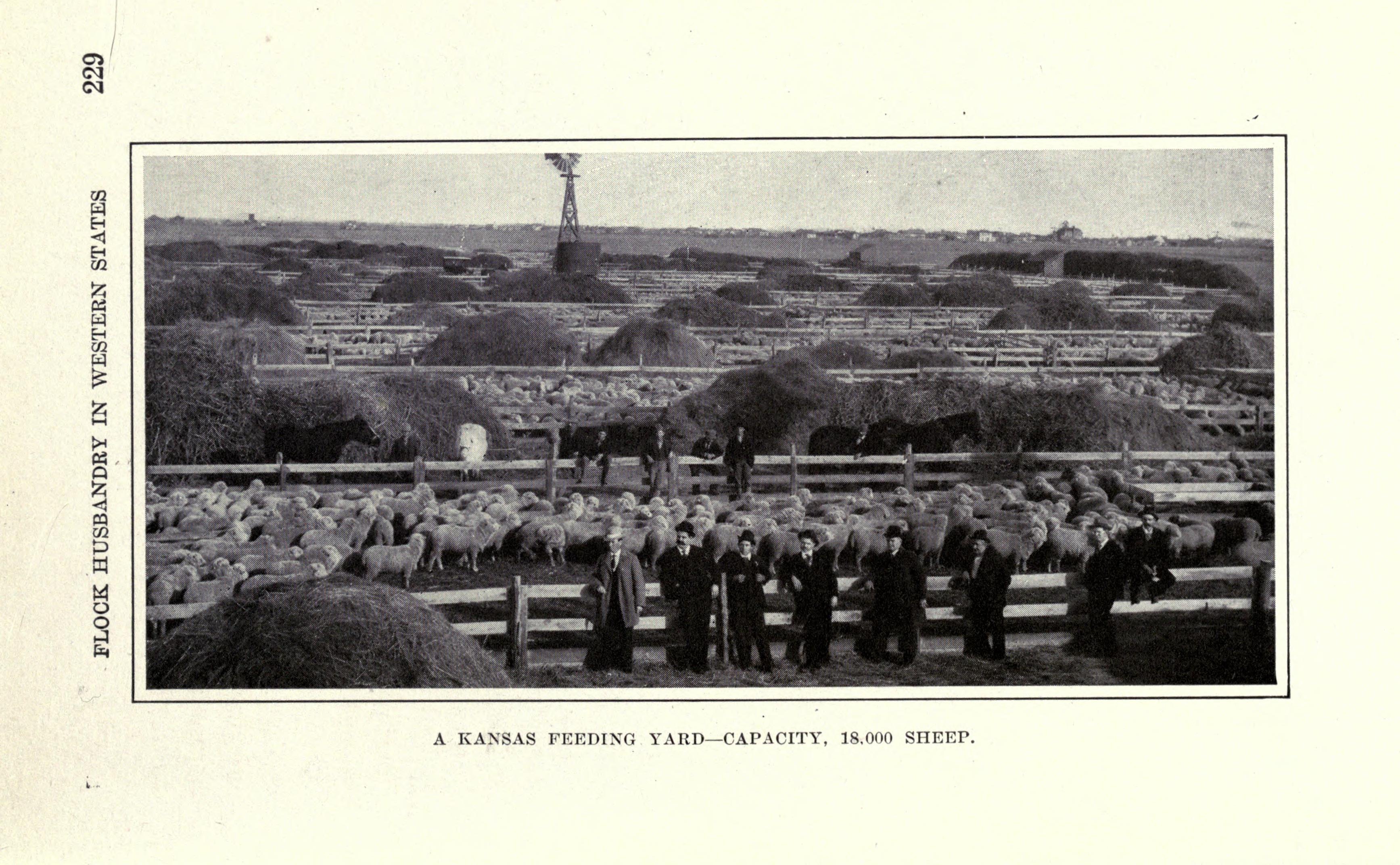
Un élevage de 18 000 moutons en Amérique au début du siècle.

Il s'oppose au ranching (élevage extensif d'Amérique du Nord) ou en est jugé complémentaire[réf. nécessaire]. 
L'élevage extensif à l'ancienne s'est reconverti vers la production de reproducteurs. Certains ranchs (« naisseurs ») utilisent plusieurs races destinées à produire des veaux qui fournissent les feed-lots. Dès que les jeunes bovins ont atteint leur poids-objectif, ils sont transportés vers un abattoir, et remplacés par des veaux.
Certains feed-lots concentrent jusqu'à 150 000 bovins sur une ferme par exemple en Idaho. En septembre 2014, l'Australie comptait 908 000 bovins dans des feed-lots. Située près de Dalby, dans le sud du Queensland, Grassdale Station a une capacité de 52 390 unités de bétail standard (équivaut à autant d'animaux de 600 kg), avec une licence pour détenir 70 000 unités de bétail standard. Probablement le plus gros feed-lots au monde, Karan beef en Afrique du Sud élève 160 000 bovins en même temps et envoie à l’abattoir 0,5 million d'animaux par an.

## Critiques et enjeux sanitaires
Ce mode d'élevage suscite des préoccupations d'éthique environnementale, d'éthique animale et plus largement des préoccupations de santé publique et environnementales.
Les parcs d'engraissement ont notamment fait l'objet de critiques pour des raisons de santé publique. Concentrer des bovins (ou d'autres animaux) les expose aux épidémies, aux pullulations de mouches, taons et de divers parasites et donc et à un certain stress pour les animaux, ce qui encourage les éleveurs à utiliser préventivement des antibiotiques, attitude qui favorise à son tour la dissémination de l'antibiorésistance,, en rendant le travail des vétérinaires et des médecins plus difficile.
Le fumier et les déchets provenant des feed-lots sont une source de pollution plus intense et concentrée qu'en élevage extensif, et susceptible de contenir des pathogènes résistants et/ou des hormones de croissance (composés œstrogéniques qui sont aussi des perturbateurs endocriniens là et quand elles sont autorisées ou là où elles seraient encore utilisées illégalement (le DES a ainsi été très utilisé par les feed-lots)[réf. nécessaire].  
Les bovins engraissés aux céréales contiennent beaucoup plus de gras saturés que celui du bétail élevé à l'herbe (jusqu'à cinq fois plus selon certaines sources). Les quantités de maïs en grains introduits dans l'alimentation de ce bétail, en engraissement peut à la longue diminuer les quantités d'acides gras oméga sains. L'ajout de protéines issues de féculents (soja) peut aussi contribuer à rendre ces élevages plus émetteurs (directement et indirectement) de méthane, et autres gaz à effet de serre, et ces concentrations animales sont sources d'ammoniac.

## Rôle économique
Les feed-lots sont dans le secteur agroalimentaire américain l'un des facteurs expliquant une partie du développement agricole des États-Unis, qui a été orienté pour produire d'une part un important volume de viande (dont à exporter) et d'autre part de quoi produire la nourriture industrielle alimentant ces animaux. 
Source de productivité et de gains importants, ce modèle est copié par d'autres pays (le Brésil notamment) qui pourraient concurrencer les États-Unis.

### Vidéographie
- États-Unis, Californie : Feed lots, archives Ina, YouTube, 47 min 26 s [vidéo]